# Set Svanholm
Set Karl Viktor Svanholm, född den 2 september 1904 i Västerås, död den 4 oktober 1964 i sitt hem i Saltsjö-Duvnäs, var en svensk operasångare (tenor), kantor och operachef. 

## Biografi
Svanholms föräldrar Viktor Svanholm och Beda Swanström var frikyrkopredikant respektive folkskollärare. Efter studentexamen 1922 och folkskollärarexamen 1926 studerade Svanholm på Musikkonservatoriet i Stockholm 1927–1929, bland annat solosång för John Forsell och han avlade kyrkosångar- och musiklärarexamen 1925. Han blev därefter elev på Operaskolan 1930. Han var skolkantor i Tillberga 1922, sedan verksam som kantor och folkskollärare i Säby i Västmanland 1924–1929, och som organist vid Stråhle-orgeln i Strömsholms slottskapell 1927–1929. Svanholm utsågs till kantor i S:t Jacobs kyrka i Stockholm 1929 där han verkade fram till 1949. Han undervisade i elementar- och kyrkosång på Musikkonservatoriet 1930–1940 samt 1934–1936 tillförordnad lärare i solo- och ensemblesång. Han var andre dirigent för Stockholms kyrkosångsförbund 1933–1943. Han var även verksam som adjungerad ledamot av Kyrkosångens vänners centralkommitté.
Svanholm debuterade som barytonsångare i rollen som Silvio i Pajazzo vid Stockholmsoperan 1930. Han övergick till tenorfacket 1936 i och med rollen som Radamès i Aida. Han var engagerad vid Stockholmsoperan mellan 1932 och 1963, vid Metropolitan i New York 1945–1956 och gästspelade från 1938 bland annat i Wien, München, Berlin, Budapest, festspelen i Salzburg och Bayreuth, Milano, London samt Nord- och Sydamerika. Svanholm var under två decennier en internationellt ledande hjältetenor, främst i operor av Wagner och Verdi. Den sista rollen på Stockholmsoperan blev Manrico i Trubaduren hösten 1962 och det sista operagästspelet som Tristan i Tristan och Isolde i Düsseldorf våren 1963.
Svanholm efterträdde Joel Berglund som chef för Stockholmsoperan 1956 och innehade den befattningen till 1 juli 1963. Han var far till kördirigenten Eva Svanholm Bohlin och morfar till kördirigenten Ragnar Bohlin och operasångerskan Ingela Bohlin.
Set Svanholms minnesfond instiftades 1966 och utser stipendiater som gjort uppmärksammade operainsatser främst inom de tyngre rollfacken.

## Utmärkelser
- 1946 – Hovsångare
- Innehavare av det med anledning av Hans Majestät Konung Gustaf V:s 90-årsdag instiftade minnestecknet
- 1953 – Ledamot av Kungl Musikaliska Akademien
- 1954 – Teaterförbundets guldmedalj för "utomordentlig konstnärlig gärning"
- 1957 – Litteris et artibus
- Riddare av Nordstjärneorden
- Riddare av Vasaorden
- Officer av Ungerska Kronans orden.[4]

## Diskografi (urval)
- Set Svanholm och Kathleen Ferrier med Bruno Walther 1948 Das Lied von der Erde
- Set Svanholm sings Wagner - Arias and scenes from Lohengrin, Tannhäuser, Mästersångarna i Nürnberg, Valkyrian and Tristan och Isolde (RCA Orch; Frieder Weissmann, cond. & Philharmonia Orch; Karl Böhm, dir.) Preiser Records 89535
- Wagner: Rhenguldet, den klassiska inspelningen av Georg Solti med George London.  Svanholm sjunger här Loge.
- Wagner: Valkyrian - Utdrag (Med Birgit Nilsson och Josef Greindl) Preiser Records 93447
- Wagner: Valkyrian - akt 1 (Med Birgit Nilsson och Josef Greindl; Hans Schmidt-Isserstedt dir.) Bella Voce 107.010
- Set Svanholm Live - Utdrag från Mästersångarna i Nürnberg (inspelad live vid Kungliga Operan, Stockholm, 1939; Nils Grevillius dir.), Aida (inspelad live vid Kungliga Operan, Stockholm, 1939; Leo Blech dir.), och Ragnarök (inspelad live vid Bayreuthfestspelen, 1942; Karl Elmendorff dir.) Preiser Records 90332
- Siegfried i Wagners Götterdämmerung. Live, Bayreuth 1942. Dir. Karl Elmendorff. Music & Arts CD 1058 (4 CD).
- Wagner in Stockholm. Inspelningar 1899-1970. Bluebell ABCD 091 (4 CD).
- Gustav Mahler: Das Lied von der Erde (Med Elena Nikolaidi, New York Philharmonic Orchestra, Bruno Walter dir.) Music & Arts  950.
- Set Svanholm. Great Swedish singers. Bluebell ABCD 058.
- Simson i Saint-Saëns Samson et Dalila samt Énée i Berlioz Les Troyens. Caprice CAP 22054. Svens mediedatabas.
- Radamès i Aida. Med Birgit Nilsson, Brita Hertzberg m. fl. Royal Swedish Opera Archives. Vol. 4. Caprice CAP 22055.

## Bilder

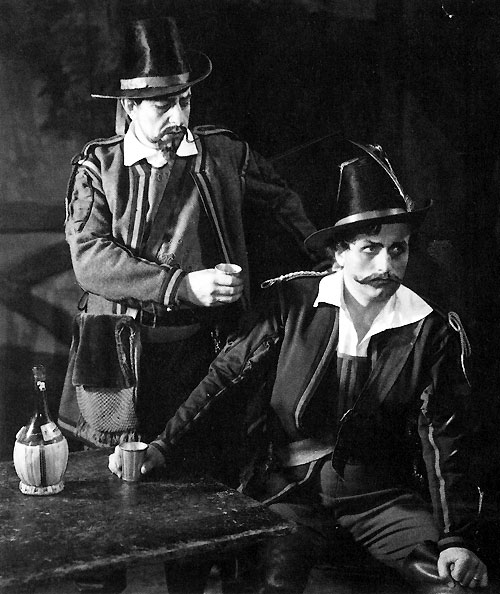
Leon Björker som Kaspar och Set Svanholm som Max i Friskytten på Stockholmsoperan 1936.
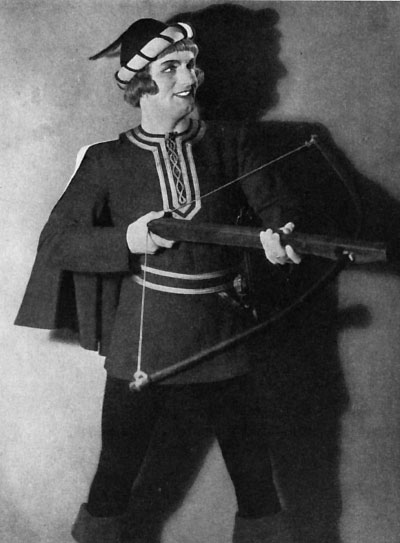
Set Svanholm som Erland Månesköld i Singoalla av Gunnar de Frumerie på Stockholmsoperan 1940.